# 501 Urhixidur
501 Urhixidur è un asteroide della fascia principale del diametro medio di circa 77,44 km. Scoperto nel 1903, presenta un'orbita caratterizzata da un semiasse maggiore pari a 3,1623932 UA e da un'eccentricità di 0,1404327, inclinata di 20,81923° rispetto all'eclittica.
Il suo nome è dedicato a Urhixidur, un personaggio del romanzo Auch Einer, pubblicato nel 1879 dal filosofo tedesco Friedrich Theodor Vischer.